# Pajęcznica liliowata
Pajęcznica liliowata (Anthericum liliago L.) – gatunek rośliny z rodziny szparagowatych (Asparagaceae) i podrodziny agawowych (Agavoideae). Występuje w południowej i środkowej Europie. W Polsce rośnie współcześnie tylko w rejonie doliny dolnej Odry i dolnej Warty. W wielu krajach jest to gatunek rzadki i zagrożony, także w Polsce, gdzie utracił wiele stanowisk i podlega ścisłej ochronie prawnej. Występuje na słonecznych murawach i w świetlistych lasach. Bywa uprawiany jako roślina ozdobna. Jest rośliną miododajną i dawniej wykorzystywany bywał także w ziołolecznictwie.

## Rozmieszczenie geograficzne
Zwarty zasięg tego gatunku obejmuje południową i środkową Europę – od środkowej części Półwyspu Iberyjskiego za zachodzie i południowej oraz środkowej Francji, na północy po środkowe Niemcy, Czechy i Słowację, obejmuje region alpejski i Apeniny oraz zachodnią część Półwyspu Bałkańskiego. Rozproszone stanowiska ma w północnych Niemczech, w Danii i w południowej Szwecji, w Polsce, Rumunii, w północnej Turcji, południowej Grecji i na Korsyce. Jako gatunek introdukowany występuje na Ukrainie i w środkowej części europejskiej Rosji. Na obszarach górskich nie przekracza zwykle rzędnej 1200 m n.p.m., ale w południowej części zasięgu sięga do ok. 1700 m n.p.m.
W Polsce wszystkie stanowiska tego gatunku znajdują się w zachodniej części kraju, gdzie skupiają się w dolinach dolnej Odry i dolnej Warty. Jeszcze w XIX wieku spotykany był także na nielicznych stanowiskach w Wielkopolsce i na Nizinie Śląskiej. W ciągu ostatnich dwustu lat gatunek wyginął na około 1/3 części stanowisk.

## Morfologia

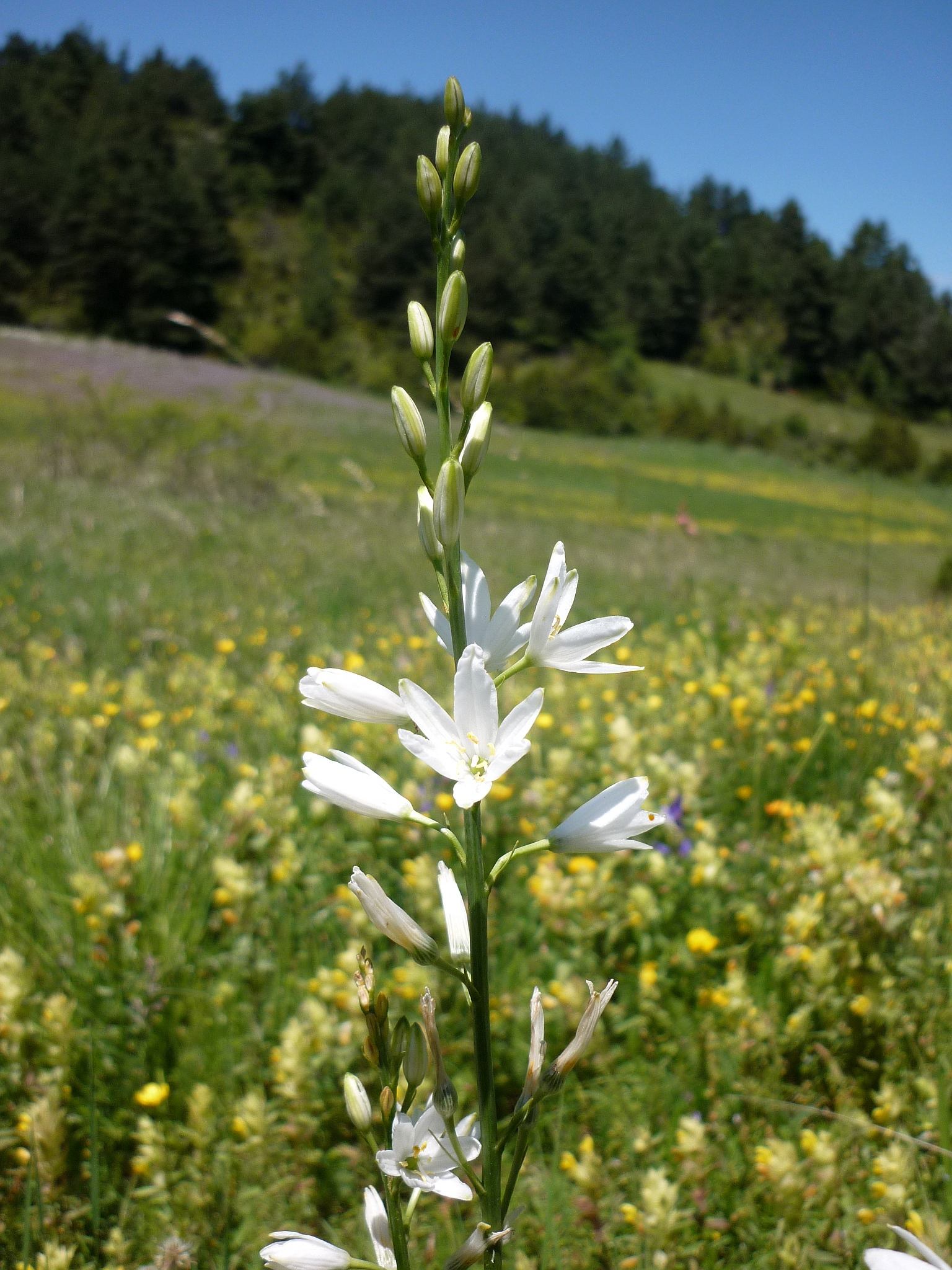
Groniasty, nierozgałęziony kwiatostan

PokrójRoślina zielna naga, z krótkim, skośnym kłączem i włóknistymi, dość grubymi korzeniami (osiągają ok. 40 cm długości i 2–4 mm średnicy). Tworzy niewielkie kępy. Łodyga kwiatonośna prosto wzniesiona, o wysokości od 30 do 60 cm, rzadko do 80 cm. Łodyga ma średnicę 1–2 mm, jest pełna i okrągła na przekroju.
LiścieTylko odziomkowe, równowąskie, wzniesione ku górze, osiągają do 40 (50) cm długości i od 0,3 do 0,7 cm szerokości. Są rynienkowate, na wierzchołku stopniowo zaostrzone, u nasady pochwiaste. Kolor mają od żywo- do niebieskawozielonego i zwykle są matowe.
KwiatyZebrane w groniasty, zwykle nierozgałęziony kwiatostan, rzadko z pojedynczymi, wątłymi i krótkimi odgałęzieniami w dolnej części (odgałęzienia powstają czasem u roślin rosnących w bardzo żyznej glebie lub nawożonych). W kwiatostanie zebranych jest od 6 do 20, rzadziej do 30 kwiatów. Rozwijają się one na szypułkach skośnie odstających, o długości od 10 do 15 mm, w dole z kolankiem. Wsparte są zielonymi, trwałymi, lancetowatymi i zaostrzonymi przysadkami. Kwiaty są białe, o średnicy 3,5–4 cm. Listki okwiatu są zrośnięte u nasady, osiągają od 15 do 22 mm długości, są równowąskoeliptyczne. Trzy listki zewnętrznego okółka są nieco węższe (3–5 mm szerokości) od wewnętrznych (4–6 mm szerokości). Pręciki, których jest 6, są równej długości, dwa razy krótsze od okwiatu. Nitki pręcików są nagie, kremowe, długości 6–10 mm. Pylniki równowąskopodługowate, 2,5–4 mm długości, pomarańczowe. Zalążnia jajowata, do 3 mm długości, jest trójkomorowa, zwieńczona łukowato wygiętą ku górze szyjką słupka, także krótszą od okwiatu, na szczycie z drobnym znamieniem.
OwoceJajowate, nieco trójbocznie spłaszczone torebki długości 9–15 mm, na wierzchołku tępo zaostrzone. Osadzone są na szypułkach, które w czasie owocowania wydłużają się nieznacznie (do 11–20, rzadziej 25 mm) i wznoszą silniej ku górze. W każdej z trzech komór (rzadko zdarzają się okazy z torebkami dwukomorowymi) rozwija się do 2–8 czarnych nasion mających kształt szerokojajowaty, tępo trójkanciasty i długość do 3 mm.
Gatunki podobneW Europie Środkowej z tego rodzaju rośnie jeszcze tylko pajęcznica gałęzista A. ramosum, która ma mniejsze kwiaty (do 2,5 cm średnicy) zebrane zwykle w kwiatostan rozgałęziony, wiechowaty (rzadko bywa jednak też grono). Pręciki ma niewiele krótsze od okwiatu, a słupek z szyjką dłuższą od niego i prostą. Torebka jest mniejsza (5–9 mm długości), kulista, zaokrąglona na szczycie i tu z krótkim, drobnym dzióbkiem. W Hiszpanii rosną dwa gatunki podobne, z których Anthericum maurum różni się wyrastaniem z każdego z węzłów kwiatostanu po 2–3 kwiatów, a Anthericum baeticum różni się pręcikami o długości zbliżonej do listków okwiatu. W południowej części zasięgu gatunek bywa też mylony z roślinami z rodzaju złotogłów Asphodelus, od których różni się m.in. łączeniem się nitek pręcików z nasadami pylników (u złotogłowów nitki łączą się z pylnikami w połowie ich długości).

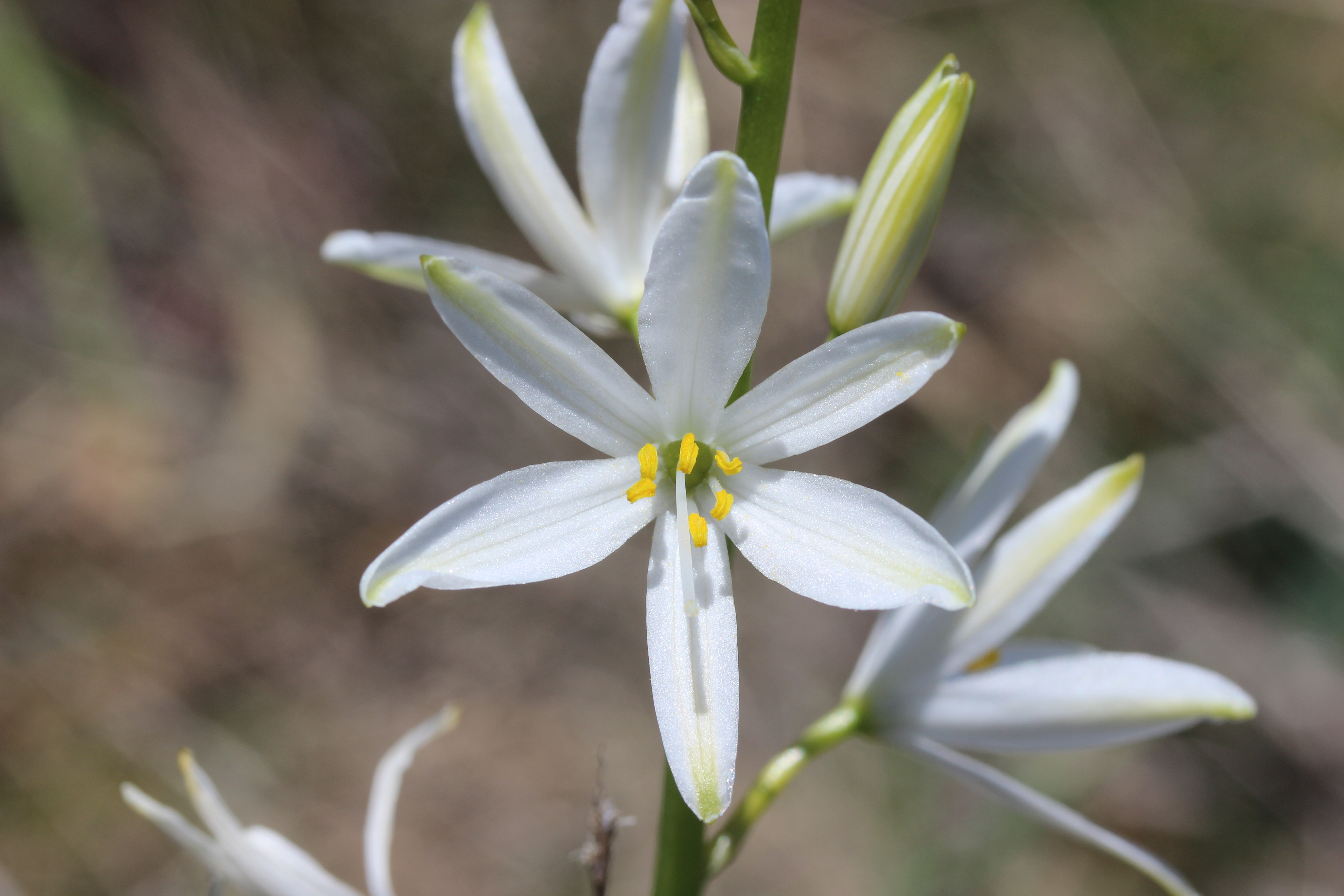
Kwiat
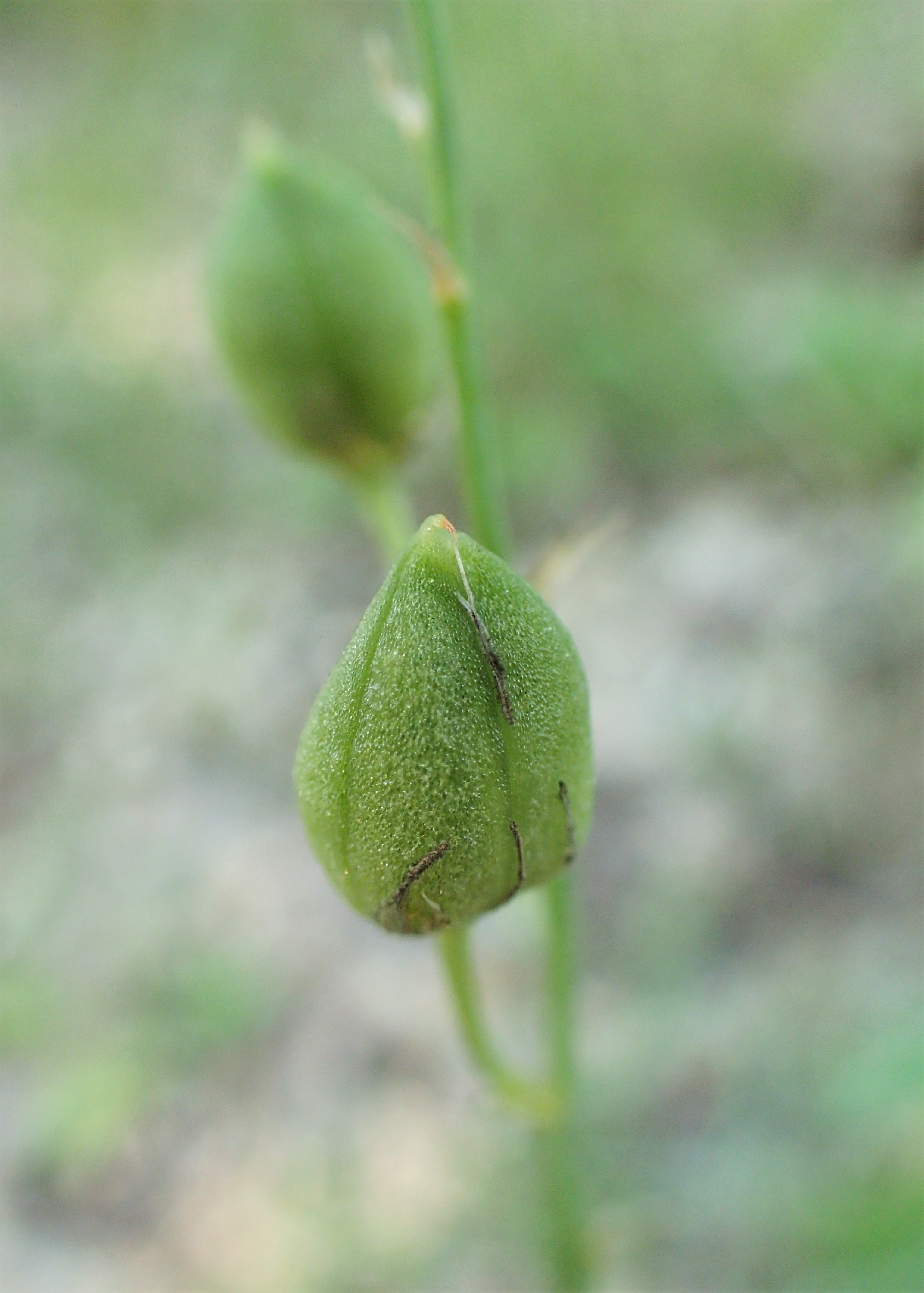
Dojrzewający owoc
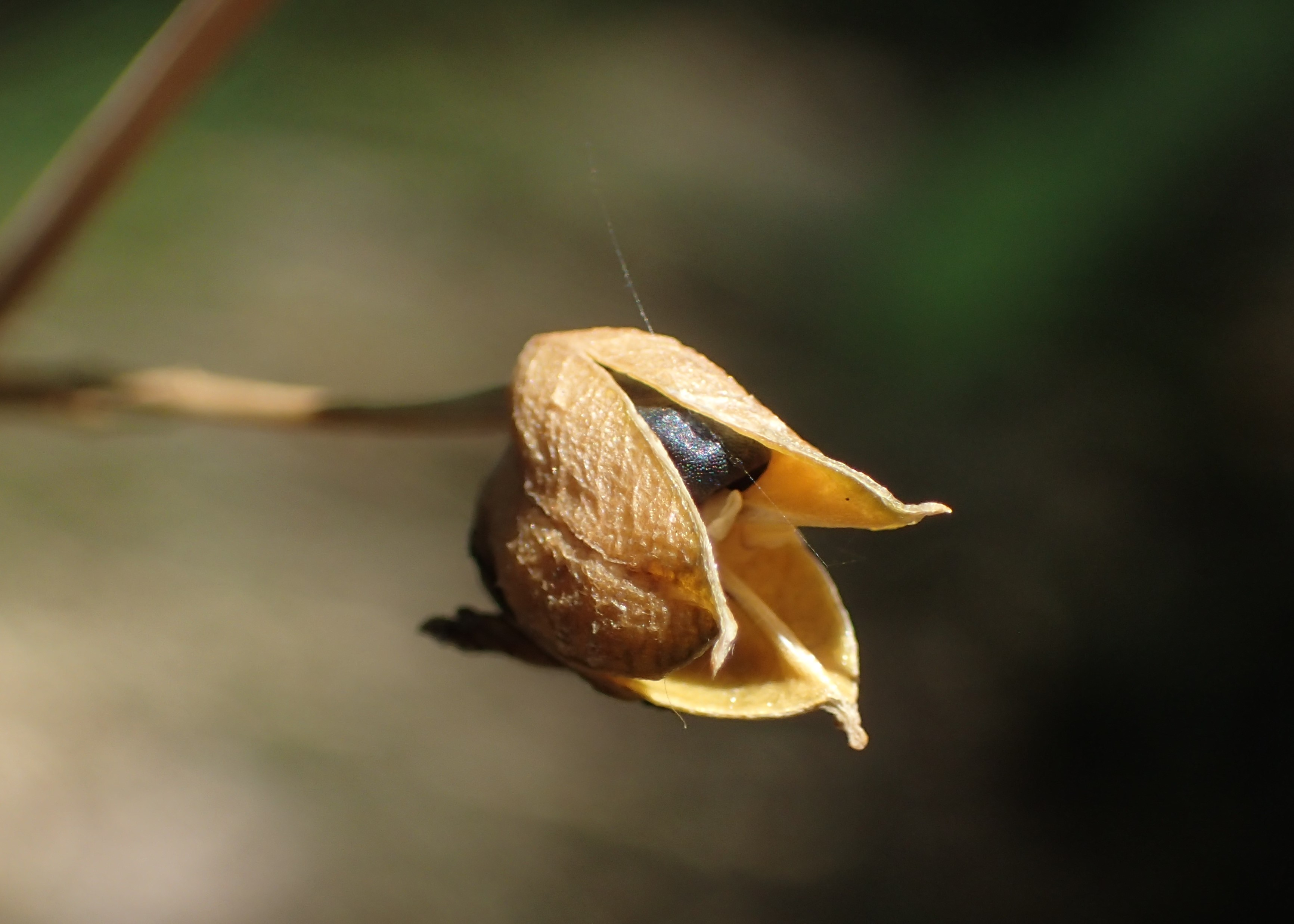
Dojrzały owoc

## Biologia

### Anatomia
Liście mają skórkę pokrytą cienką warstwą woskową. Szparki są nieco zagłębione i obecne są po obu stronach liścia. Pod skórką znajduje się miękisz asymilacyjny, a głębiej miękisz wodny, wyspecjalizowany w gromadzeniu wody.

### Rozwój

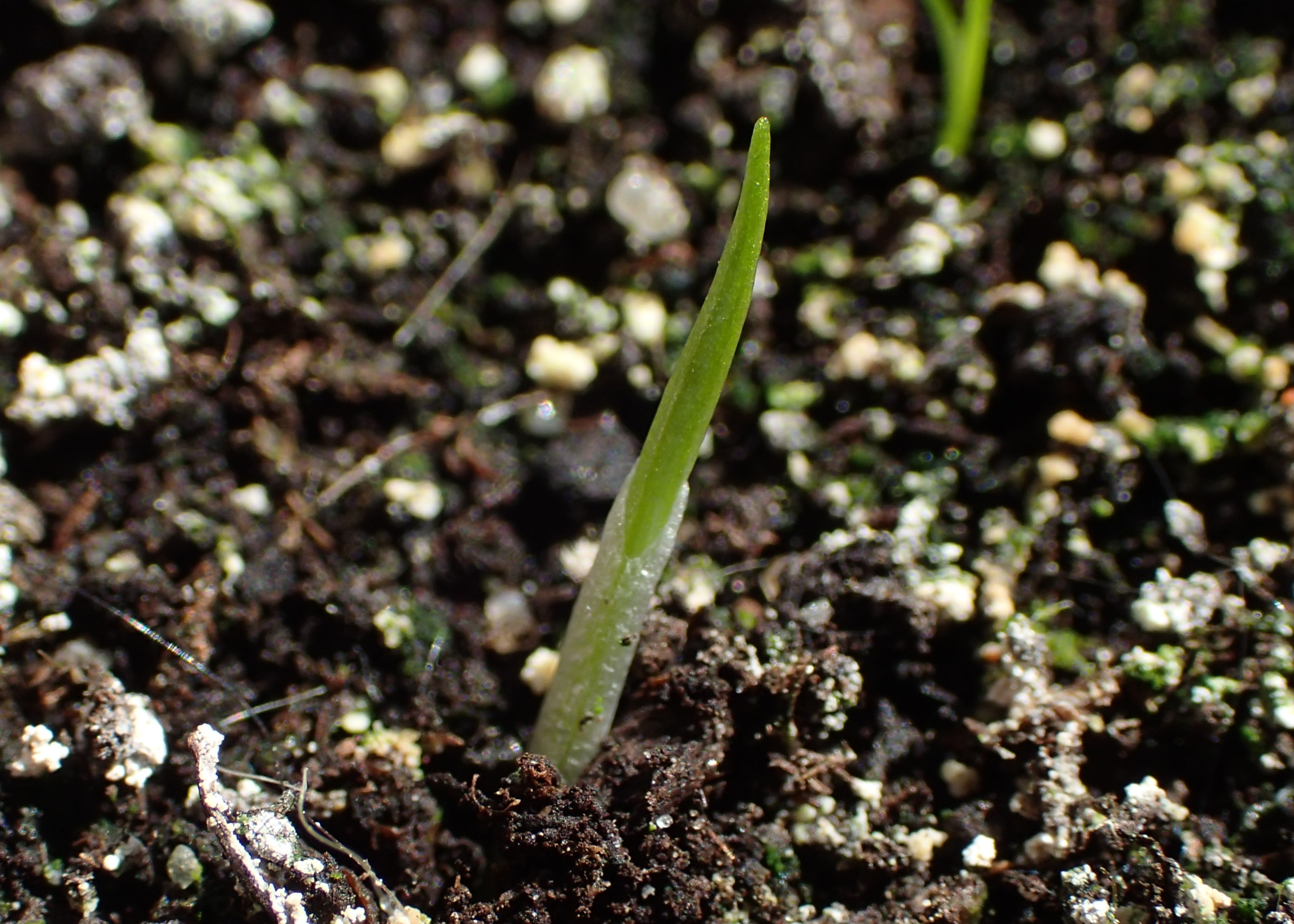
Siewka pajęcznicy liliowatej

Długowieczna bylina. Nasiona kiełkują wiosną. Młode rośliny kwitnąć zaczynają zazwyczaj po trzech latach, ale w zależności od warunków rozwoju czasem już po dwóch lub dopiero po pięciu latach. Kwitnienie następuje w miesiącach maj-czerwiec (wcześniej w południowej części zasięgu, później na północy, w obszarze śródziemnomorskim kwitnienie może zacząć się już w kwietniu). W pierwszym roku kwitnienia rozwija się tylko jeden pęd kwiatostanowy. W przypadku starszych roślin niekiedy kwiaty rozwijają się powtórnie także jesienią. Zapylania dokonują pszczoły, bzygowate i motyle. Owady zapylające wabione są nektarem wydzielanym w trzech rynienkowatych zagłębieniach w ścianach zalążni. Nie zarejestrowano różnic w zawiązywaniu nasion, ich masie i zdolności do kiełkowania w przypadku kwiatów zapylanych krzyżowo i samozapylanych. Torebki zaczynają dojrzewać i otwierać się wysypując nasiona w drugiej połowie czerwca. Istotny wpływ na powstawanie nasion ma żerowanie roślinożerców – zwierzęta często bowiem zgryzają pędy kwiatostanowe uniemożliwiając powstanie nasion. Także duża ilość opadów (i mniejsze nasłonecznienie) w okresie tworzenia owoców osłabia tworzenie nasion, wpływając negatywnie na ich liczbę i masę. Nasiona rozsiewane są barochorycznie – są względnie ciężkie, osiągają masę średnio 9,4 mg. Kiełkuje od 12 do 60% nasion, przy czym młode rośliny nie rozwijają się w sytuacji, gdy roślinność tworzy zwartą darń oraz wówczas, gdy powierzchnię gleby przykrywa warstwa wojłoku (martwych szczątków roślin). Roślina rozmnaża się także wegetatywnie za pomocą kłącza.
Po owocowaniu pęd kwiatostanowy obumiera, a w kolejnym roku pęd taki rozwija się z pąka znajdującego się w kącie najwyższego liścia. W kątach niższych liści tworzą się pąki spoczynkowe, rozwijające się czasem dopiero po kilku latach i powodujących rozrastanie się kępy i tworzenie przez roślinę większej liczby pędów kwiatostanowych. Z corocznie wydłużającego się odcinka kłącza wyrasta kilka mięsistawych korzeni przybyszowych żyjących przez kilka lat.

### Genetyka
Pajęcznica liliowata jest tetraploidem z liczbą chromosomów 2n = 4x = 60 i 64. Rzadko rejestrowane są populacje diploidalne 2n = 30 (Alpy i Dania). Zróżnicowanie genetyczne populacji jest bardzo wyraźnie i pozytywnie skorelowane z ich wielkością. Odrębność genetyczna niewielkich i izolowanych populacji tłumaczona jest działaniem dryfu genetycznego. Mimo że gatunek ten jest poliploidem zawierającym więcej zróżnicowanych alleli od swoich diploidalnych przodków (wśród których z pewnością jest pajęcznica gałęzista A. ramosum), to jednak nie dość, że nie wykazuje lepszej adaptacji do warunków środowiskowych, to wręcz pajęcznica gałęzista ma szersze spektrum ekologiczne i zasięg geograficzny. Podobnie zwiększenie liczby chromosomów nie zwiększyło skuteczności samopylności i nie umożliwiło agamospermii.

## Ekologia

### Siedlisko

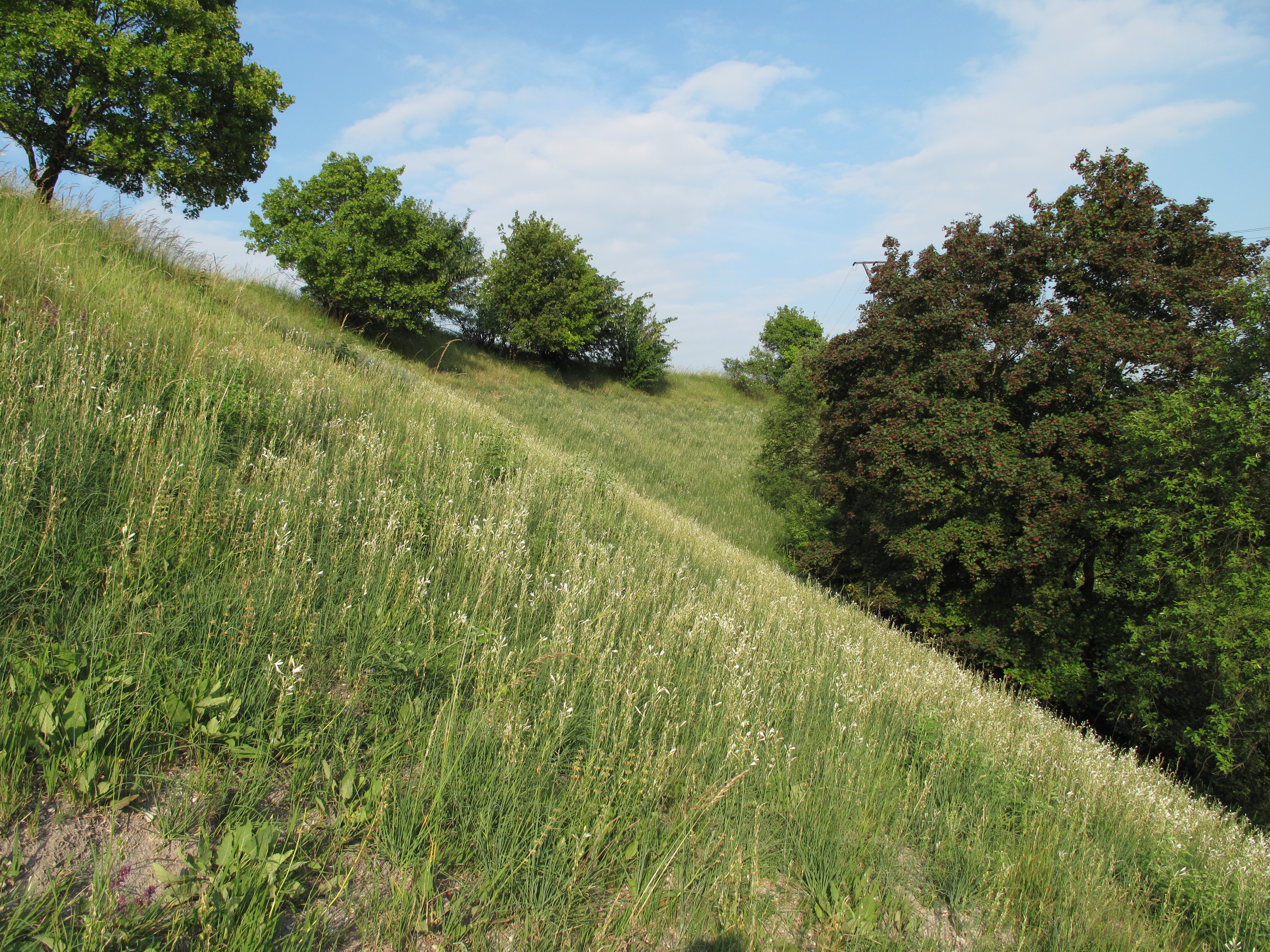
Murawa z obficie kwitnącą pajęcznicą liliowatą

Pajęcznica liliowata rośnie w miejscach nasłonecznionych, zwykle na zboczach (czasem też stromych obrywach), na glebie piaszczystej do gliniastej, obojętnej do zasadowej, często szkieletowej. Zwykle w miejscach ubogich w materię organiczną, azot i potas, średnio zasobnych w magnez, z udziałem węglanu wapnia dochodzącym do 8%, zwłaszcza w głębszych warstwach profilu.
Gatunek ten rośnie w murawach kserotermicznych, rzadziej także w świetlistych zaroślach, dąbrowach i borach oraz na ich obrzeżach i polanach śródleśnych. W południowej części zasięgu często na obszarach górskich, na zboczach, w miejscach skalistych.

### Fitosocjologia i interakcje międzygatunkowe
Pajęcznica liliowata jest w Polsce gatunkiem charakterystycznym dla muraw z klasy Festuco-Brometea i wyróżniającym dla zespołu Potentillo-Stipetum capillatae. W obrębie swego zasięgu występuje także w murawach kserotermicznych ze związku Xerobromion, w ciepłolubnych zbiorowiskach okrajkowych ze związku Geranion sanguinei, w murawach regionu alpejskiego ze związku Diplachnion, w murawach związku Cynancho vincetoxici-Seslerienion calcariae, Alysso-Festucion pallentis oraz w zbiorowiskach leśnych z rzędu Quercetalia robori-petreae i związków Dicrano-Pinion, Erico-Pinion.
Do wyspecjalizowanych zapylaczy pajęcznicy liliowatej należy Merodon rufus z bzygowatych, jednak gatunek ten rejestrowany jest tylko w miejscach obfitego występowania pajęcznicy (ponad 10 tys. egzemplarzy). Z tak obfitymi populacjami wiążą się także większe zagęszczenia pszczół samotnic. Lokalnie jako prawdopodobnie głównego zapylacza wskazywane bywają też mrówki – wścieklica Sabuleta Myrmica sabuleti.
Do bezkręgowców ściśle związanych z pajęcznicą liliowatą należy także żywiąca się nią mszyca Aphis antherici.

## Systematyka
Pajęcznica liliowata jest jednym z trzech europejskich gatunków z rodzaju pajęcznica Anthericum z sekcji Anthericum. Jest alloploidem (2n = 60, 64) powstałym w wyniku skrzyżowania dwóch gatunków diploidalnych (2n = 30, 32). Jednym z gatunków rodzicielskich jest pajęcznica gałęzista A. ramosum, natomiast jako drugi wskazywany jest albo gatunek Anthericum baeticum – rosnący w Hiszpanii i północno-zachodniej Afryce (jego współczesny zasięg nie pokrywa się z pozostałymi gatunkami europejskimi tego rodzaju), albo rzadko rejestrowane diploidalne populacje A. liliago (znane z rejonu Alp i Danii, przy czym autorzy koncepcji nie wskazują pochodzenia z kolei tych populacji).
Znane są triploidalne (2n = 44, 45) mieszańce z pajęcznicą gałęzistą A. ramosum (udokumentowane w południowej Skandynawii), a opisane po raz pierwszy spod Pragi pod nazwą Anthericum × confusum Domin.
W obrębie gatunku wyróżniano dawniej odmianę var. robustum Domin o sztywnych, wysokich łodygach osiągających 60–80 cm oraz formę f. fallax (Willd.) Skalicky o krótszych i bardziej wątłych łodygach i mniejszych kwiatach niż u typu (o listkach okwiatu osiągających do 22 mm długości). Opisano także jako proles (≈ rasa/forma) balcanicum Skalicky o wątlejszym pokroju, węższych (2–5 mm) liściach, często złożonych (stulonych), mniejszych kwiatach (listki okwiatu do 19 mm długości).
Opisywane z północno-zachodniej Afryki i Półwyspu Iberyjskiego podgatunki A. liliago subsp. algeriense (Boiss. & Reut.) Maire & Weiller i subsp. baeticum (Boiss.) Maire (1958) są zgodnie ze współczesnym ujęciem taksonomicznym odrębnym gatunkiem – Anthericum baeticum (Boiss.) Boiss.

## Nazewnictwo
Naukowa nazwa rodzajowa Anthericum pojawiła się u Teofrasta z Eresos prawdopodobnie użyta w odniesieniu do roślin z rodzaju złotogłów Asphodelus i utworzona z greckiego słowa anthericos oznaczający m.in. „kłosowy”. Nazwa gatunkowa liliago oznacza „podobny do lilii” i użyta została po raz pierwszy z przyrostkiem -ago przez Andreę Cesalpino. Zarówno rodzaj jak i oba gatunki pajęcznic zwane były dawniej „pajęcznicą”, „kosatkami” i „kosatkami pajęcznicą”. Po ustaleniu podziału na rodzaje zaliczana tu wcześniej jako Anthericum calyculatum kosatka kielichowa przeniesiona została wraz z tą nazwą do rodzaju Tofieldia i dla rodzaju Anthericum zaczęto stosować tylko nazwę „pajęcznica”, przy czym gatunek nazywano „pajęcznicą liljowatą”.

## Zagrożenia i ochrona
W Polsce gatunek ten jest narażony na wyginięcie i status taki otrzymał według Czerwonej listy roślin i grzybów Polski (2006) i (2016) oraz według Polskiej czerwonej księgi roślin (2014). Zagrożony wymarciem jest także w Niemczech i Słowenii, narażony w Czechach, bliski zagrożenia jest w Danii. W Holandii jest gatunkiem wymarłym.
Zagrożeniem dla gatunku są zmiany degeneracyjne jego kluczowych siedlisk – muraw kserotermicznych – od bezpośrednich zniszczeń związanych z rozwojem terenów zabudowanych po przemiany związane z sukcesją ekologiczną. Siedliska te tworzą się na obszarach skalistych i podlegających oddziaływaniu naturalnych czynników – erozji wodnej i wietrznej, obrywów i osypisk (stąd rozmieszczenie wzdłuż krawędzi dolin rzecznych), które współcześnie nie są już praktycznie poddawane tym procesom i utrzymują się niemal wyłącznie dzięki ekstensywnemu ich użytkowaniu rolniczemu – wypasowi, w mniejszym stopniu koszeniu i wypalaniu. Przemiany współczesnego krajobrazu powodują zmniejszenie areału i fragmentację siedlisk kserotermicznych. Ich degenerację powodują: porzucanie ekstensywnego użytkowania rolniczego skutkujące wnikaniem drzew i krzewów (podobnie działa zalesianie muraw), eutrofizacja związana zwykle ze spływem biogenów z przyległych upraw skutkująca ekspansją silnie rosnących rozłogowych i luźnokępkowych traw oraz jeżyn, intensyfikacja użytkowania skutkująca silnym zubożeniem florystycznym muraw, wnikanie gatunków inwazyjnych.
Gatunek objęty jest w Polsce ścisłą ochroną prawną (od 1957 roku). Siedliska gatunku – zarówno murawy kserotermiczne, jak i świetliste dąbrowy, stanowią siedliska przyrodnicze chronione w Unii Europejskiej w sieci obszarów Natura 2000. Liczne stanowiska gatunku objęte są ochroną jako rezerwaty przyrody i użytki ekologiczne, w większości wymagające ochrony czynnej, prowadzonej w zachodniej Polsce m.in. przez Klub Przyrodników. Rośliny z populacji dzikich utrzymywane są w uprawie w ogrodach botanicznych (np. w ogrodzie UAM w Poznaniu).

## Zastosowanie
Pajęcznica liliowata uprawiana bywa jako roślina ozdobna w ogrodach naturalistycznych, w grupach bylin i na rabatach. Zalecana jest także jako składnik tzw. łąk kwietnych i większych ogrodów skalnych. Kwiatostany mogą być wykorzystywane jako kwiaty cięte w świeżych kompozycjach. W uprawie rośliny o większych kwiatach wyróżniane są jako odmiana 'Grandiflora' lub 'Major'.
Pajęcznica liliowata jest rośliną miododajną, dającą pożytek zarówno w postaci nektaru, jak i pyłku (ze względu na rzadkość występowania w zestawieniach roślin miododajnych w Polsce jest pomijana, w przeciwieństwie do częstszej, wyposażonej w takie same nektarniki przegrodowe pajęcznicy gałęzistej).
Dawniej roślina miała być także wykorzystywana w ziołolecznictwie ludowym (z substancji czynnych zawiera, jak inne pajęcznice, alkaloidy pokrewne kolchicynie).

## Uprawa
Wymagania i pielęgnacja
Uprawa możliwa od 4 do 7 strefy mrozoodporności. Gatunek wymaga stanowisk słonecznych i ciepłych, z glebą zasobną i przepuszczalną. Mimo dużej tolerancji susz, wskazane jest regularne podlewanie w okresie intensywnego wzrostu roślin. Rośliny te najlepiej rosną w miejscach osłoniętych i zacisznych. W przypadku ryzyka wystąpienia silnych mrozów zaleca się ich okrywanie (np. słomą, igliwiem, gałązkami zimozielonych roślin).
Roślina określana jest jako generalnie wolna od chorób i szkodników, aczkolwiek zniszczyć ją mogą ślimaki.
Rozmnażanie
Pajęcznicę liliowatą rozmnaża się przez siew nasion (rosnąc w odpowiednich warunkach sama się rozsiewa) lub przez podział. Nasiona wymagają przechłodzenia, kiełkują nieregularnie, zwykle przez kilka miesięcy. Podział kęp wykonywany powinien być wczesną wiosną i jest on zalecany w przypadku nadmiernego zagęszczenia roślin. Gdy rośliny mają dobre warunki do rozwoju, nawet w przypadku starych okazów, ich podział nie jest konieczny. Zalecana gęstość sadzenia wynosi 7 roślin na 1 m². 